# Selección de rugby de Madagascar
La selección de rugby de Madagascar es el equipo masculino de mayores representativo de la Malagasy Rugby (MR).

## Reseña
Los Makis como se los apoda, compiten desde el 2001 en torneos africanos, en los cuales logró el vicecampeonato de primera división en dos oportunidades.
Antes del inicio de cada partido la selección celebra una danza guerrera llamada Diha Menalamba, al estilo del Haka neozelandés y de otras selecciones del Pacífico.

## Uniforme
El uniforme del seleccionado malgache usa los tres colores de su bandera aunque predomina el blanco. El uniforme principal consta de camiseta blanca, mangas iguales o una roja y otra verde, pantalón verde y medias rojas. Las vestimentas secundarias puede invertir los colores del pantalón con el de la camiseta.

## Palmarés
- Africa Cup 1B (1): 2012

- CAR Trophy (1): 2001

- Indian Ocean Cup: 2011[4]

- Serendib Cup: 2013[5]

## Participación en copas
| - no ha clasificado - CAR Trophy 2001: Campeón invicto - CAR Championship 2002: 3º de grupo - CAR Championship 2003: Semifinalista - Africa Cup 2004: 2º de grupo - Africa Cup 2005: 2º puesto - Africa Cup 2006: Semifinalista - Africa Cup 2007: 2º puesto - Africa Cup 2008-09: 2º de grupo - Africa Cup 2010: 2º de grupo | - Africa Cup 1B 2011: 3º puesto - Africa Cup 1B 2012: Campeón invicto - Africa Cup 1B 2015: 2º puesto - Africa Cup 1B 2016: 2º de grupo - Africa Cup 1A 2013: 2º puesto - Africa Cup 1A 2014: 4º puesto (último) - Rugby Africa Silver Cup 2017: 3º puesto - Rugby Africa Silver Cup 2018: 2º en el grupo - CARA Tournament 1987: ? - Indian Ocean Cup 2011: Campeón - Serendib Cup 2013: Campeón |